# Carl Braun Camera-Werk
La Carl Braun Camera-Werk di Norimberga, Germania, o più semplicemente Braun,  è stata una casa di produzione ottica, conosciuta per le fotocamere e telecamere a pellicola da 35 mm, le Paxette, e per i suoi proiettori di diapositive. Dal 2004, dopo essere stata insolvente, è stata rinominata in BRAUN Photo Technik GmbH.

## Storia
Nata nel 1915 come Karl Braun KG di Karl Braun, nel 1948 diventa Carl Braun Camera-Werk Nürnberg. In quegli anni inizia la produzione di Boxkamera per Rollfilm, dal 1950 costruisce macchine fotografiche compatte come la Paxette la più nota delle Sucherkamera. Per il suo prezzo accessibile fu nota come la „Volksschullehrer-Leica“. Nel 1965 iniziò la produzione di fotocamere nell'est.
Dal 1954 Braun iniziò a produrre proiettore di diapositive. Il modello Paximat fu il modello di punta. Fino al 1997 ne vennero venduti più di quattro milioni di pezzi. Anche l'episcopio Paxiscope, un proiettore. Con l'avvento della fotografia digitale alla fine degli anni '90 calarono le richieste di prodotti classici per l'azienda. Nel 2000 entrò in insolvenza. Nel 2004 la Braun venne rinominata in BRAUN Photo Technik.
Nel 2016 la società lascia la storica sede di Norimberga per trasferirsi a Eutingen nel Baden-Württemberg, che assieme alla Reflecta GmbH, crea una nuova società.

## Prodotti

### Fotocamere

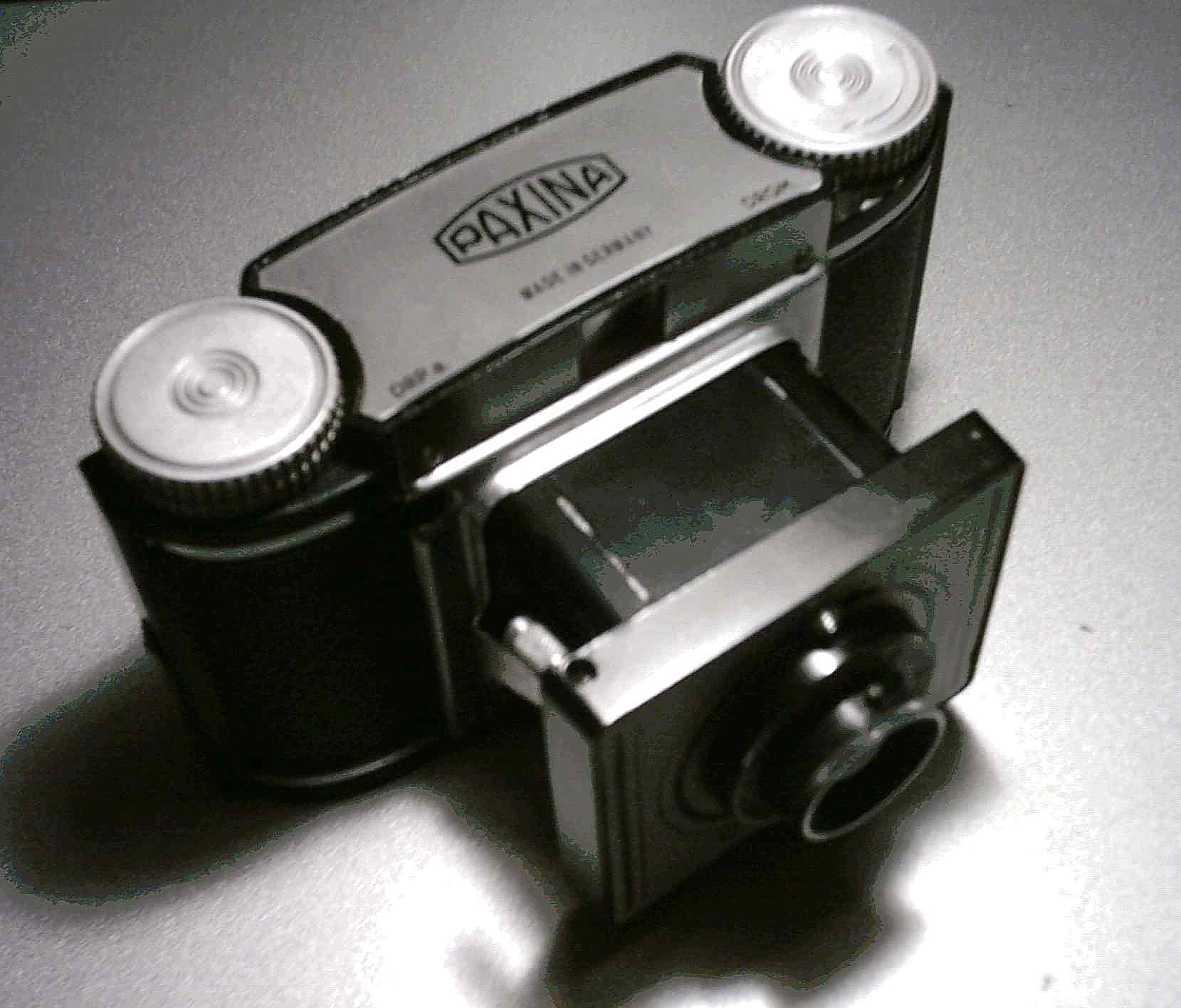
Braun Paxina 6x6
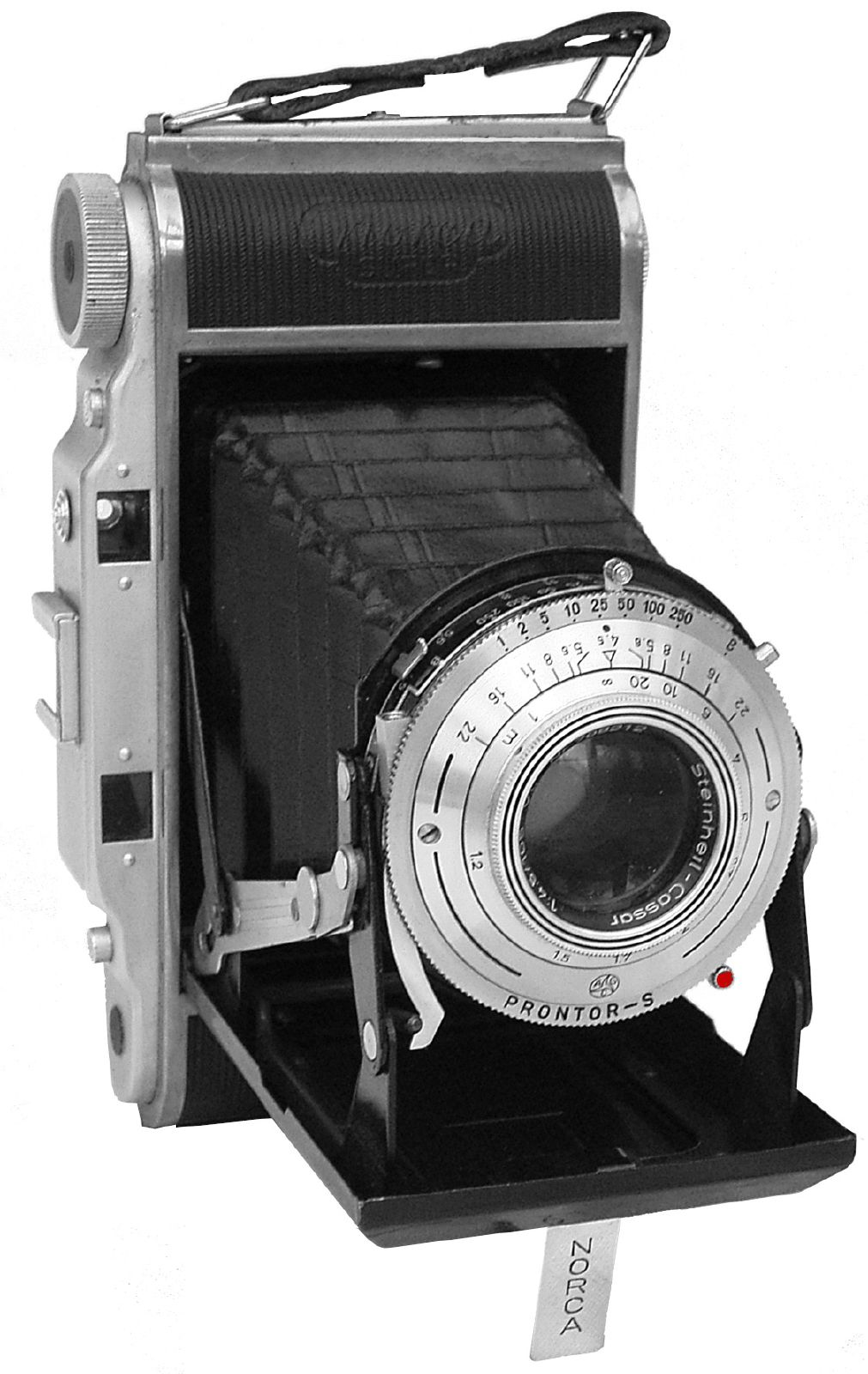
Braun Norca Super
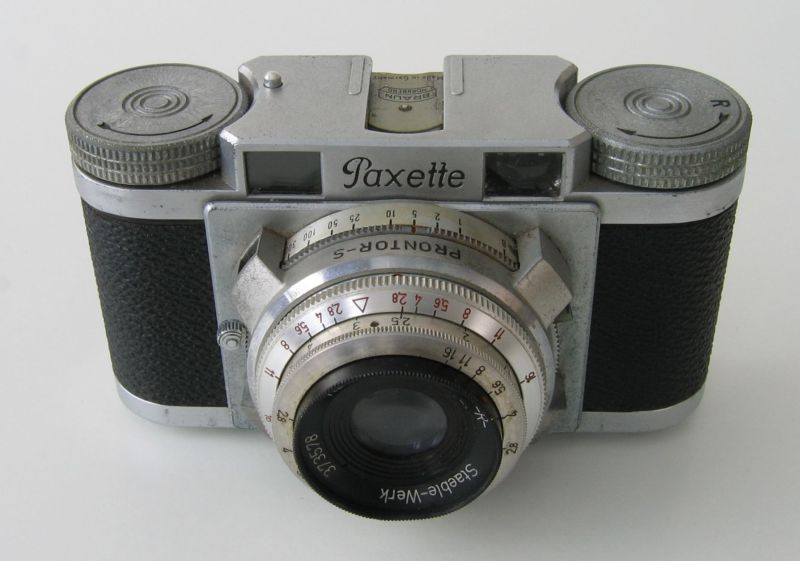
Braun Paxette
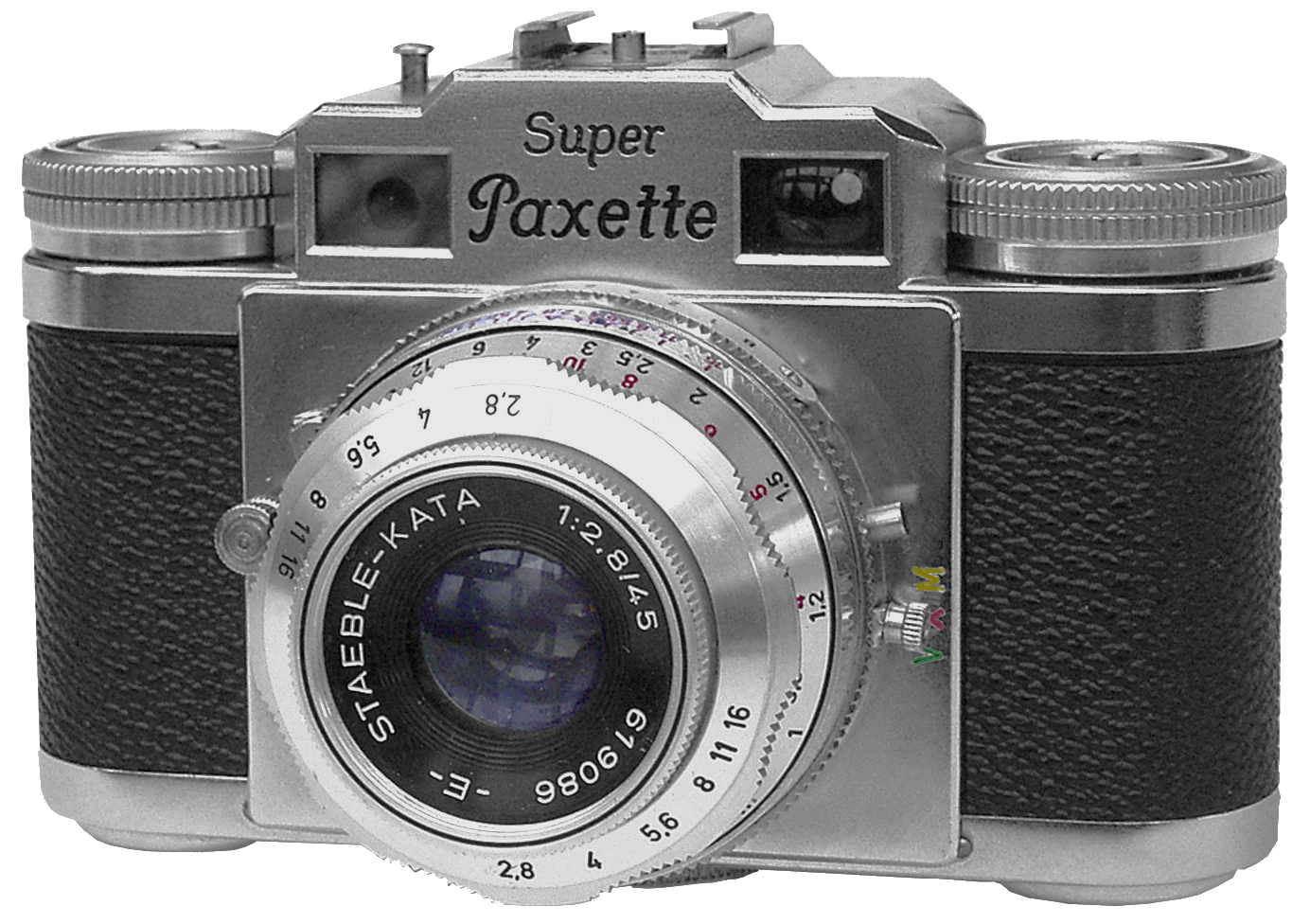
Braun Super Paxette I
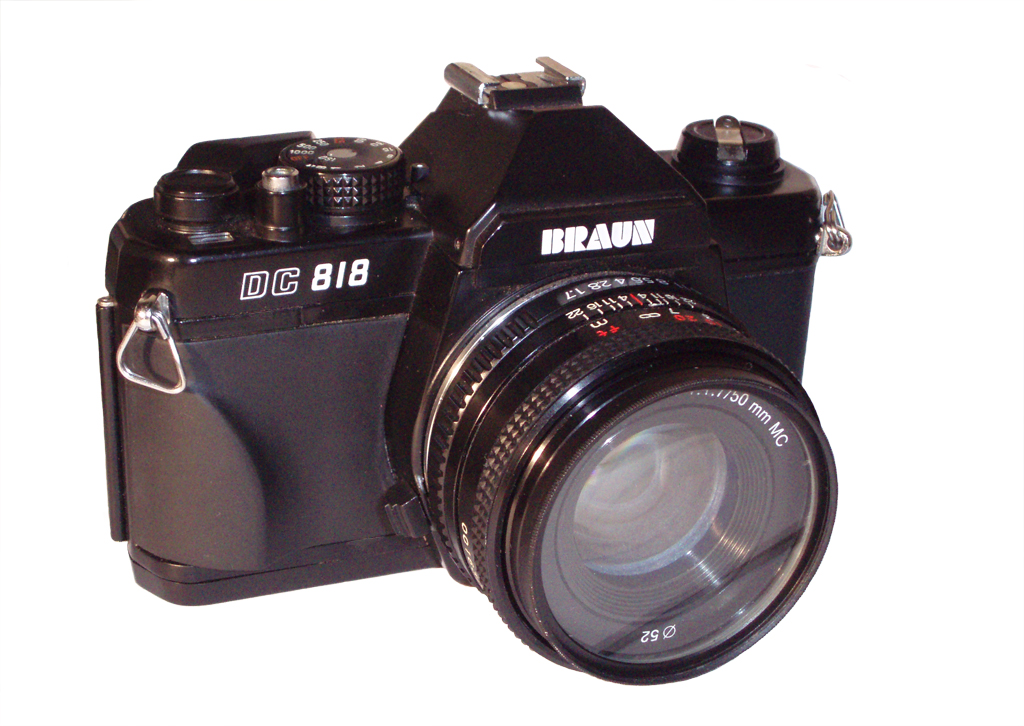
Braun reflex

- Gloria
- Paxiflash

#### Formato medio
- Imperial Box (6×9, dal 1951 6×6-Rollfilm)
- Ideal
- Norca (Fotocamera a soffietto, 6×9 e 6×6)
- Pax (anche Paxina, 6×6, più compatta)

#### Piccolo formato
La Sucherkamera Paxette venne prodotta dal 1950 fino al 1967 (Paxette 35). Molte varianti ebbero ottiche della Staeble e C. A. Steinheil & Söhne.

##### Lista
- Gloriette
- Paxette I (1950–59)
- Paxette II (1953–58)
- Super Paxette (1953–64)
- Super Colorette (1956–59)
- Paxette 35 (1963–67)
- Paxette Automatic (1958–62)
- Electromatic (1960–64)
- Paxette 28 (1965–68) per pellicola 126
- Handy F2
- CB 35
- Trend M Motor (1988, nero e rosso)

Fuori azienda
- Rothlar Gazelle
- Mondomatic

### Proiettori

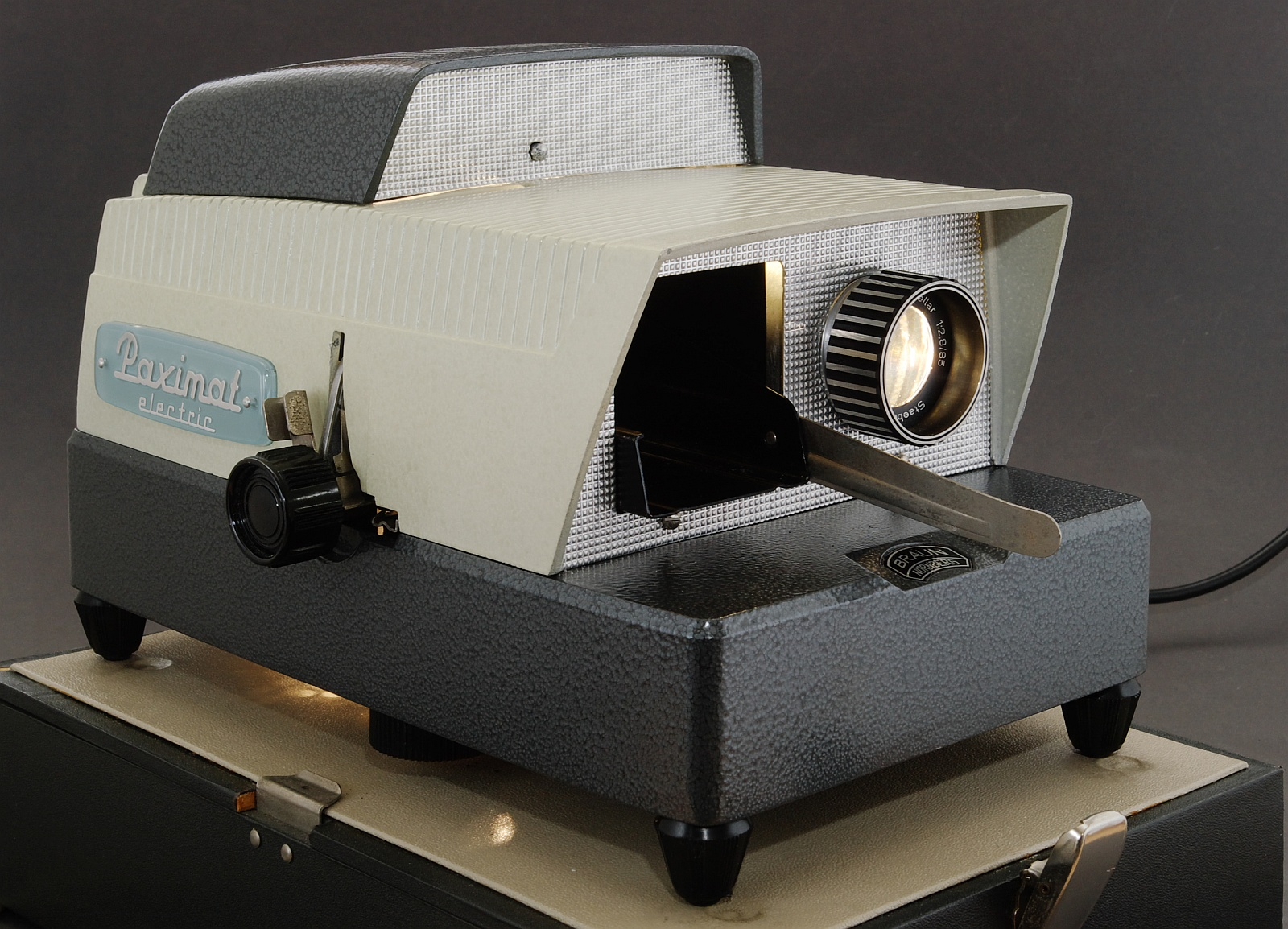
Braun Paximat electric

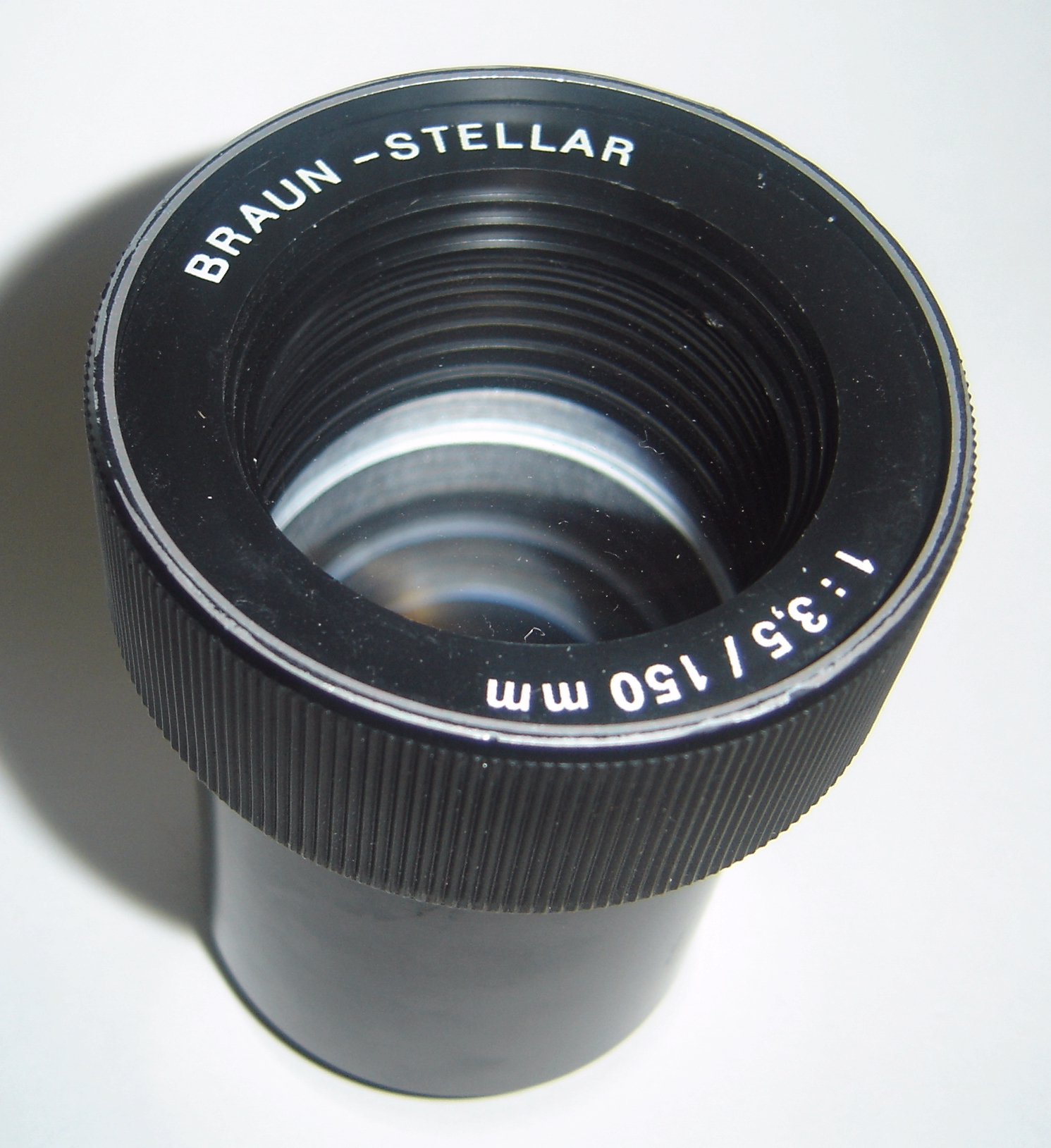
Braun-Stellar Projektionsobjektiv 1:3,5/150mm per Paximat Super N24+J

#### Proiettori di diapositive
Dal 1954 vennero prodotti proiettori di diapositive Carl Braun Camera-Werk.
- Super Paxon und Color-Paxon (1:2,8/85 mm);
- ULTRALIT PL (1:3,5/70-120 mm MC)
- Braun-Stellar (1:3.5/150 mm)

Ottiche di:
- Staeble, Stellar e Stellagon (1:2,8/85 mm);
- ISCO, Paxigon (1:2,8/85 mm)
- Roeschlein-Kreuznach, Super-Stellar (1:2,5/100 mm).

##### Paximat
Il modello Paximat fu uno dei modelli di successo, come il Paximat Super N24+J. Modelli più recenti, Paximat Multimag 5015 AFC, Paximat International 1950, ebbero l'autofocus, telecomando e anche il controllo a microprocessore.

##### Novamat
La serie „Novamat“ (Novamat 515 AF; NOVAMAT 515 AF-I Autofocus e Novamat 150 FM-M-Monitor, Novamat 515-AF-M).

#### Episcopi
Braun costruì anche episcopi Paxiscope (Paxiscope 650, Paxiscope XL) a nome Braun Super Paxigon; Alcune ottiche erano della Wilhelm Will (Wetzlar).